# Fabio Luisi
Pour les articles homonymes, voir Luisi.
Fabio Luisi est un chef d'orchestre italien, né à Gênes le 17 janvier 1959.

## Biographie
Fabio Luisi naît le 17 janvier 1959 à Gênes.
Il étudie le piano au Conservatoire Niccolò Paganini de Gênes, puis la direction à Graz.
À partir de 1983, il exerce différentes fonctions de chef d'opéra à Graz, Stuttgart, Mannheim Francfort-sur-le-Main, Berlin, Bordeaux, Munich et Leipzig.
De 1994 à 2000, il dirige le Tonkünstler-Orchester Niederösterreich à Vienne. Il est ensuite appelé à diriger l'Orchestre de la Suisse romande, où il est directeur musical de 1997 à 2002, et l'Orchestre symphonique de Vienne, où il est chef permanent entre 2005 et 2012.
De 2007 à 2012, Fabio Luisi est directeur musical de la Staatskapelle et du Semperoper de Dresde.
En début de saison 2012-2013, il prend pour cinq ans ses fonctions de directeur musical de l'Opéra de Zurich et du Philharmonia Zurich, nom que porte désormais l'orchestre de l'opéra.
Entre 2011 et 2017, il est le chef principal du Metropolitan Opera.
En 2014, Fabio Luisi reçoit le Grifo d'Oro (it) (Griffon d'or) de la ville de Gênes.
Comme chef d'orchestre, il est le créateur d'œuvres de Jean-Luc Darbellay (Ein Schweitzer Requiem, 2005), Luca Lombardi (en) (La notte di San Silvestro, ouverture, 2003), Isabel Mundry (Balancen für Orchester, 2007) et Rebecca Saunders (Traces, 2009), notamment.
En début de saison 2014-2015, il est nommé à la succession de Rafael Frühbeck de Burgos, décédé quelques mois plus tôt, en tant que chef principal de l'Orchestre symphonique national du Danemark, à compter de 2017. En 2020, il est renouvelé à ce poste et prolongé jusqu'en 2026.
En 2015, il est nommé chef de l'Orchestre et directeur musical du Mai musical florentin à partir de 2018, pour succéder à Zubin Mehta. Il prend ses fonctions en 2018 mais démissionne l'année suivante,.
À partir de 2020, Fabio Luisi est directeur musical de l'Orchestre symphonique de Dallas. En 2021, son contrat à la tête de la formation texane est prolongé jusqu'à la saison 2028-2029.
En 2021, il est nommé chef du NHK Symphony Orchestra à compter de la saison 2022-2023, pour une durée de trois ans.